# Етре (Ен)
Етре (фр. Etreux) насеље је и општина у североисточној Француској у региону Пикардија, у департману Ен (Пикардија) која припада префектури Вервен.
По подацима из 2011. године у општини је живело 1479 становника, а густина насељености је износила 142,76 становника/km². Општина се простире на површини од 10,36 km². Налази се на средњој надморској висини од 144 метара (максималној 160 m, а минималној 115 m).

## Демографија
| 1962. | 1968. | 1975. | 1982. | 1990. | 1999. | 2011. |
| ----- | ----- | ----- | ----- | ----- | ----- | ----- |
| 1.489 | 1.588 | 1.655 | 1.839 | 1.754 | 1.670 | 1.479 |

График промене броја становника у току последњих година